# Macareu (fill d'Èol)
Segons la mitologia grega, Macareu (en grec antic Μακαρεύς) va ser un heroi, fill d'Èol i d'Enàrete.
S'uní a la seua germana Cànace, però quan es va descobrir l'incest se suïcidà. Una altra versió diu que Èol va enviar una espasa a Cànace i ella es va llevar la vida. Macareu es va fer sacerdot d'Apol·lo. Una filla que van tenir, Àmfissa, va ser l'epònima de la ciutat d'Amfissa.